# Antônio João
Antônio João – miasto i gmina w Brazylii, w stanie Mato Grosso do Sul.